# Ejército del Aire en Canarias
El Ejercito del Aire y del Espacio tiene una amplia presencia en las Islas Canarias en forma de escuadrones de combate, control aéreo y vigilancia marítima. La principal entidad del Ejército de Aire en Canarias es el Mando Aéreo de Canarias.

## Historia
Las islas tomaron especial importancia estratégica para el Ejército del Aire durante la Segunda Guerra Mundial. En este contexto, se decidió el despliegue de varias aeronaves con tareas de combate y reconocimiento, estas siendo Fiat CR.32 y Hidros Dornier Wall en las instalaciones de la actual Base Aérea de Gando.
A partir de ese momento, el Ejército de Aire estableció un grupo de aeronaves permanente en forma del Ala 46.

## Estructura y Organización

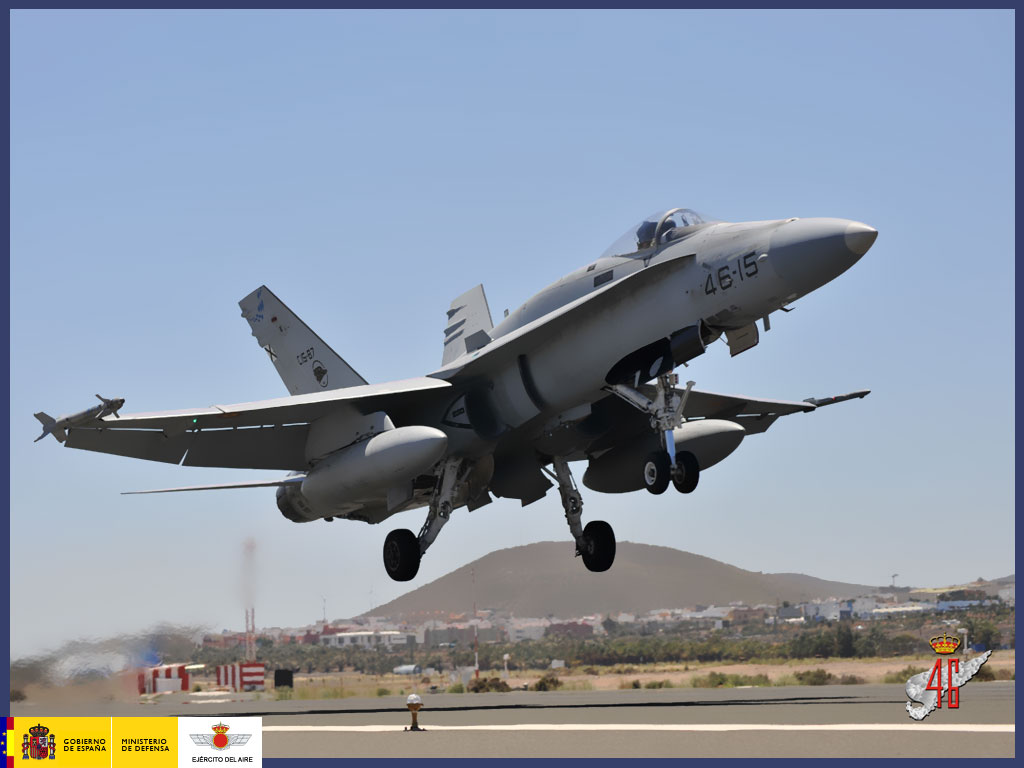
EF-18 del Ala 46 despegando.

#### Mando Aéreo de Canarias
El Mando Aéreo de Canarias (MACAN) tiene como objetivo la preparación de unidades aéreas en todo el archipiélago. Cualquier avión aliado militar que entre en la jurisdicción de esta organización, queda De Facto, bajo las órdenes del MACAN.  

#### Ala 46
El Ala 46 tiene como principal misión la protección del espacio aéreo de todas las islas, además de tareas de búsqueda y rescate. El Ala está compuesta por el 462 escuadrón de Combate y el 802 escuadrón de Búsqueda y Rescate. Esta organización tiene fidelidad al Mando Aéreo de Combate aunque obedece al Mando Aéreo de Canarias. Sus instalaciones se encuentran en la Base Aérea de Gando

#### Escuadrón de Vigilancia Aérea nº21
El Escuadrón de Vigilancia Aérea nº21 (también llamado por sus siglas, EVA 21) tiene la tarea de suministrar datos y comunicaciones de radio T/A que permitan identificar, controlar y conducir los medios aéreos y posibilitar el ejercicio del MACAN. Se localiza en Gran Canaria.

#### Escuadrón de Vigilancia Aérea nº22
El Escuadrón de Vigilancia Aérea nº22 (EVA 22) tiene una misión similar y complementaria al anteriormente nombrado EVA 21. Se encuentra localizado en Lanzarote.

#### Grupo de Alerta y Control
El Grupo de Alerta y Control (GRUALERCON) tiene como tarea principal el control del espacio aéreo de su responsabilidad, efectuando el control de dicho espacio mediante detección, identificación, clasificación y neutralización (si la situación lo impera).

#### Grupo del Cuartel General del MACAN
El Grupo del Cuartel General del Mando Aéreo de Canarias (GCG/MACAN) tiene como tarea proporcionar todos los servicios necesarios a los acuartelamientos del MACAN.

#### Aeródromo de Lanzarote
El Aeródromo Militar de Lanzarote tiene como misión el apoyo logístico a toda aeronave que entre en las dependencias aéreas del MACAN.

## Páginas relacionadas
- Ala 23
- Mando Aéreo de Combate
- Islas Canarias
- Ejército del Aire y del Espacio (España)